# جي جي ريديك
جي جي ريديك (بالإنجليزية: J. J. Redick)‏ مواليد 24 يونيو 1984، هو لاعب كرة سلة أمريكي يلعب مع فريق لوس أنجلوس كليبرز في الرابطة الوطنية لكرة السلة ويحمل الرقم 4. يبلغ طوله 6 قدم 4 بوصة (1.9 م).

## فرق لعب لها
- أورلاندو ماجيك
- ميلووكي باكز
- لوس أنجلوس كليبرز

## روابط خارجية
- جي جي ريديك على موقع الاتحاد الدولي لكرة السلة (الإنجليزية)
- جي جي ريديك على موقع إن بي أي (الإنجليزية)
- جي جي ريديك على موقع سبورتس رفرنس (الإنجليزية)
- جي جي ريديك على موقع كرة السلة الأوروبية.كوم (الإنجليزية)
- جي جي ريديك على موقع إي إس بي إن.كوم (الإنجليزية)
- جي جي ريديك على موقع كلية كرة السلة في سبورتس رفرنس.كوم (الإنجليزية)
- جي جي ريديك على موقع ريلجم (الإنجليزية)
- جي جي ريديك على موقع بروبوليرز (الإنجليزية)